# Ścieżka sygnałowa Hippo
Ścieżka sygnałowa Hippo – ścieżka sygnałowa odgrywająca ważną rolę w kontrolowaniu wzrostu narządów podczas rozwoju zwierząt, poprzez regulację procesów proliferacji i apoptozy komórek.
Została odkryta dzięki badaniom prowadzonym na organizmie modelowym Drosophila melanogaster. Jest jednak bardzo konserwatywna ewolucyjnie. Ortologi białek należących do ścieżki Hippo zidentyfikowano u wielu gatunków zwierząt, w tym u człowieka.

## Funkcjonowanie ścieżki
Kluczowym elementem ścieżki jest białko Hippo (Hpo), które fosforyluje kinazę Warts (Wts), co prowadzi do jej uaktywnienia. W stanie aktywnym przeprowadza ona fosforylację białka Yorkie (Yki). Białko to jest czynnikiem transkrypcyjnym, które w stanie aktywnym przemieszcza się do jądra i przyłącza do sekwencji promotorowych określonych genów, aktywując ich transkrypcję. Geny te kodują czynniki, które promują proliferację komórki i zapobiegają jej wejściu na drogę na apoptozy. Pod wpływem fosforylacji przeprowadzanej przez kinazę Warts Yorkie ulega inaktywacji i przestaje aktywować transkrypcję tych genów.
W tabeli zamieszczono główne białka ścieżki Hippo i ich ludzkie ortologi:
| Drosophila melanogaster | Homo sapiens |
| ----------------------- | ------------ |
| Hippo (Hpo)             | MST1, MST2   |
| Warts (Wts)             | LATS1, LATS2 |
| Yorkie (Yki)            | YAP1, TAZ    |

## Znaczenie
Zarówno nadmierna proliferacja komórek, jak i zahamowanie procesów apoptycznych są powiązane z powstawaniem nowotworów. Ścieżka Hippo reguluje oba te procesy, dzięki czemu zapobiega karcynogenezie.